# 大豐 (南詔)
大丰（820年-823年）是南诏勸利晟的年号，共计4年。

## 改元
《南詔野史》：元和十五年（820年），改元大豐。

## 纪年
| 大丰 | 元年  | 二年  | 三年  | 四年  |
| ---- | ----- | ----- | ----- | ----- |
| 公元 | 820年 | 821年 | 822年 | 823年 |
| 干支 | 庚子  | 辛丑  | 壬寅  | 癸卯  |